# The First Christmas (film 1913)
The First Christmas è un cortometraggio muto del 1913. Non si conosce il nome del regista del film prodotto dalla Edison.

## Trama
Trama di Moving Picture World synopsis in (EN)  su IMDb

## Produzione
Il film fu prodotto dalla Edison Company.

## Distribuzione
Distribuito dalla General Film Company, il film - un cortometraggio in una bobina - uscì nelle sale cinematografiche degli Stati Uniti il 13 dicembre 1913.